# Ugali

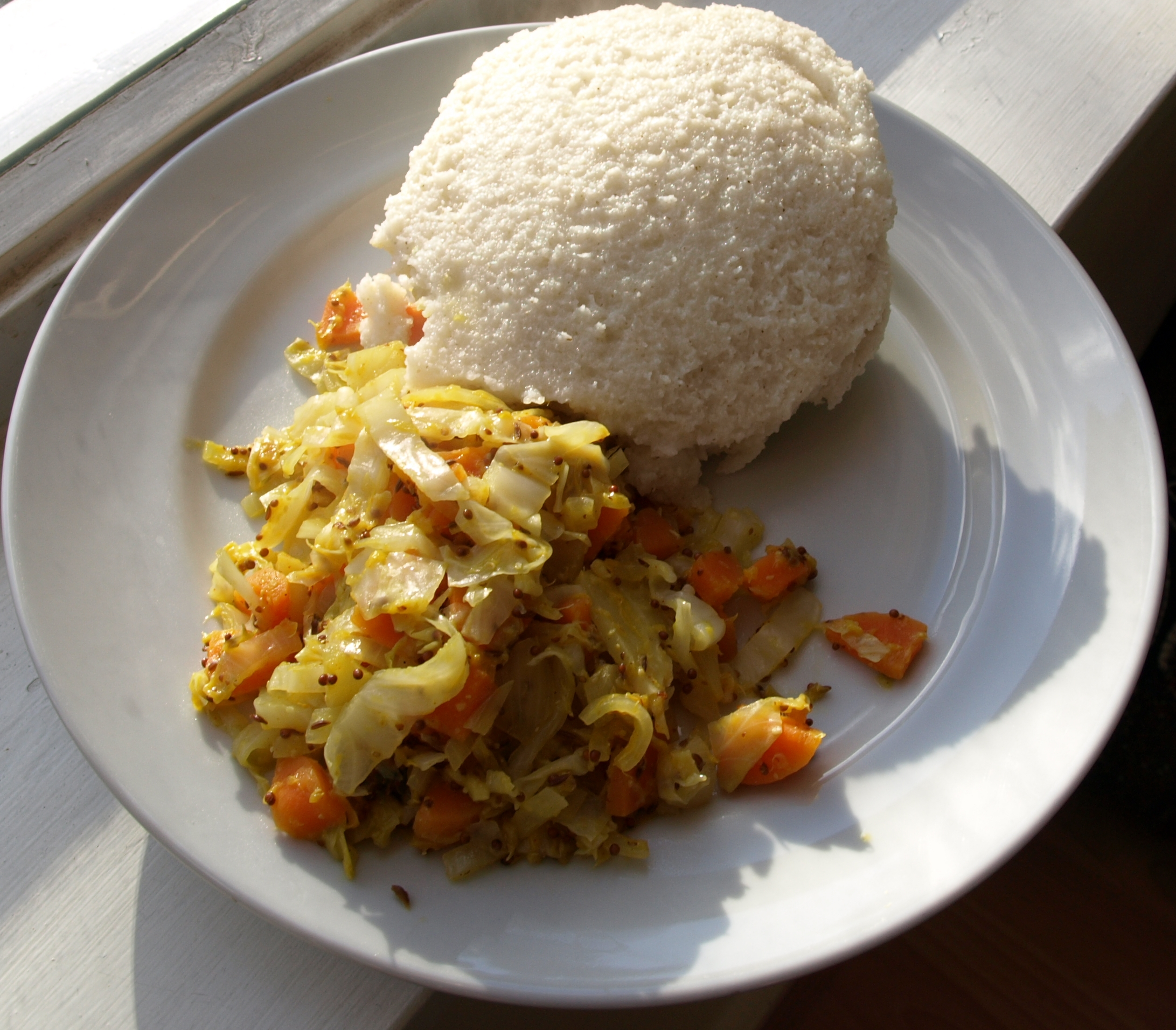
Ugali med kokt kål.

Ugali är en tjock gröt av majs eller hirs. Den är en av de viktigaste basfödorna i det östafrikanska köket (inklusive i Tanzania och Rwanda). Den förekommer i olika varianter över hela östra och södra Afrika. Namnet ugali kommer från kirundi och används i stora delar av Östafrika. Andra lokala namn är soor (somaliska), sadza (shona), sima (chichewa), sembe, phaletshe, pap (afrikaans) och posho.
Ugali äts i allmänhet med fingrarna, genom att man formar en bit gröt till en boll i handflatan och sedan skapar en inbuktning med tummen. Därefter kan den användas för att doppa i en grönsaksröra eller fiskgryta eller skopa upp andra tillbehör, på samma sätt som man i många andra delar av världen använder bröd.
Ugali är en relativt billig rätt. Många fattiga har den därmed som föda tillsammans med en grönsaks- eller köttgryta.